# Bobby Knoop
Robert Frank Knoop (Sioux City, Iowa, 18 de octubre de 1938), más conocido como Bobby Knoop, es un exjugador profesional estadounidense de béisbol que se desempeñó en la posición de segunda base en las Grandes Ligas de Béisbol (MLB). Es poseedor de tres Guantes de Oro.

## Carrera
Knoop jugó como profesional seis temporadas en Los Angeles Angels (1964-1969), después pasó a Chicago White Sox (1969-1970), luego a Kansas City Royals, donde jugó dos temporadas (1971-1972), y fue el equipo en el que se retiró.

## Premios
Fue galardonado con el Guante de Oro en tres oportunidades (1966, 1967 y 1968).